# Kevin Sands
Kevin Sands is een Canadese kinderboekenschrijver van tienerromans in het genre mysterie. Hij is vooral bekend van de serie Sleedoorn.

## Carrière
Kevin Sands wilde als kind graag acteur worden, maar studeerde uiteindelijk af in de theoretische natuurkunde. Daarna werkte hij professioneel als wetenschapper, managementconsultant, leraar en pokerspeler voordat hij auteur werd. 
In 2015 publiceerde hij het boekThe Blackthorn Key, dat in het Nederlands werd vertaald als De sleutel van Sleedoorn. Deel 2 en 3 volgden tot september 2017. Het vierde deel van de serie verscheen in het Engels onder de titel Call of the wraith (Nederlands: De Roep van de Geesten), evenals het vijfde deel The Traitor's Blade (Nederlands: Het Mes van de Verrader).
Kevin Sands woont in Toronto, Canada.